# 西の宮 (宇都宮市)
西の宮（にしのみや）は栃木県宇都宮市の地名。町名として西の宮一丁目・西の宮二丁目が設置されている。宇都宮市市街地西の郊外に造成された「西の宮団地」の区域に相当する。郵便番号は320-0064（宇都宮中央郵便局管区）。

## 概要
宇都宮市南西部の城山地区の一区域で、地区内は区画整理が行われた「西の宮団地」である。北から東にかけて駒生町、南東は鶴田町、南から西にかけては下荒針町と接する。宇都宮環状道路「鹿沼街道入口」交差点のすぐ北にある地点から分岐する西の宮通りが主要なアクセス道路であるほか、団地のすぐ西を明保通りが通過している。

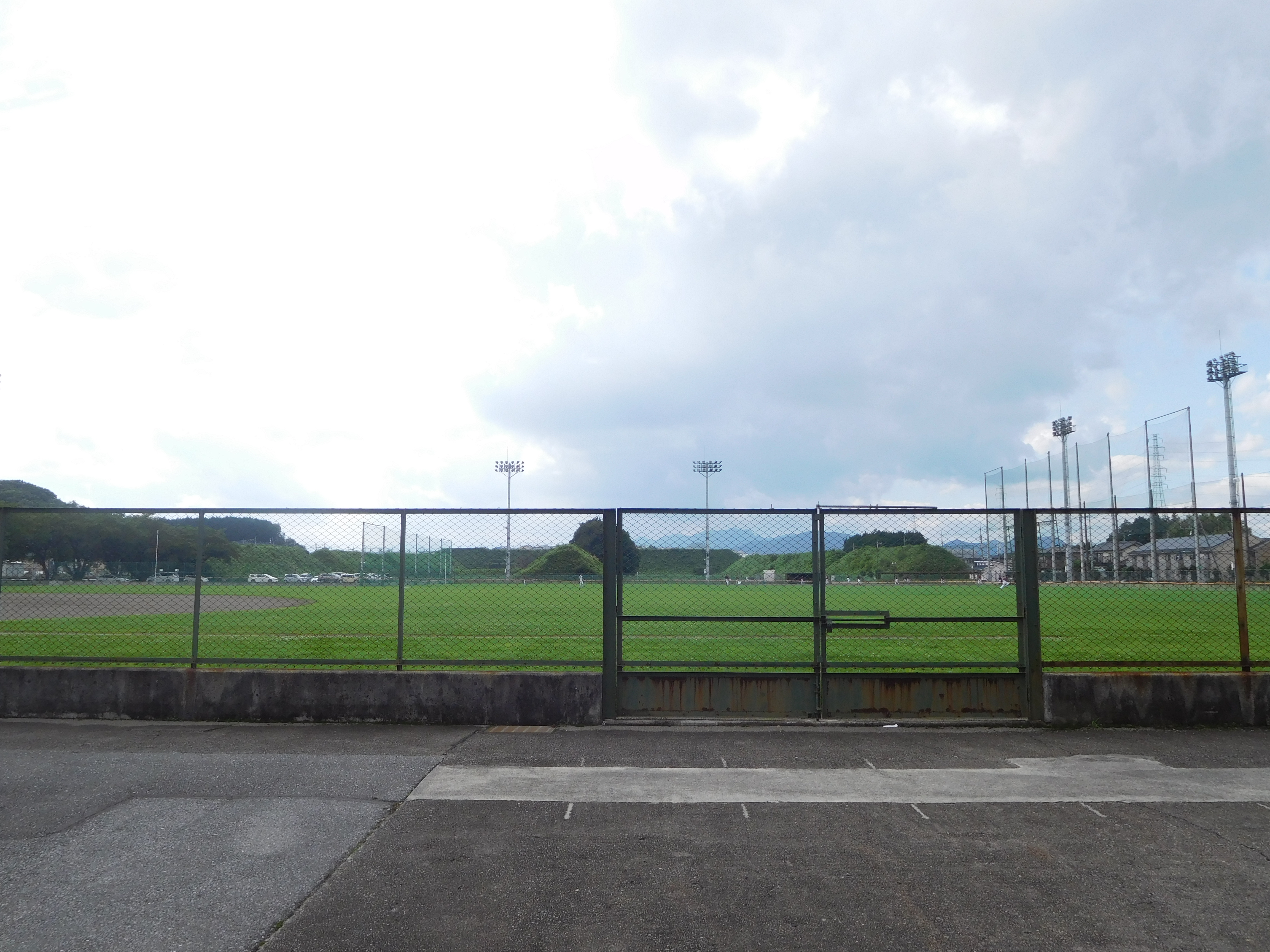
駒生運動公園

この近辺にはかつて旧日本軍第14師団の射撃場があり、この射撃場は一部が駒生運動公園となっているがその他の敷地は旧射撃場として現在も残されている。西の宮団地はこの旧射撃場の北西の丘陵に造成された団地であり、1975年（昭和50年）に町名として「西の宮町」が成立。2001年（平成13年）には住居表示により西の宮一丁目・西の宮二丁目となって現在に至っている。

## 歴史

### 沿革
- 1975年（昭和50年） - 宇都宮市下荒針町・駒生町・鶴田町のそれぞれ一部区域をもって宇都宮市西の宮町が成立。
- 2001年（平成13年）10月1日 - 住居表示実施により西の宮町全域および駒生町の一部区域をもって西の宮一丁目・西の宮二丁目が成立。西の宮町は廃止。[2]

### 町名の変遷
| 実施後       | 実施年月日                | 実施前（各町ともその一部） |
| ------------ | ------------------------- | -------------------------- |
| 西の宮一丁目 | 2001年（平成13年）10月1日 | 西の宮町、駒生町           |
| 西の宮二丁目 | 2001年（平成13年）10月1日 | 西の宮町、駒生町           |

## 世帯数と人口
2017年（平成29年）7月31日現在の世帯数と人口は以下の通りである。
| 丁目         | 世帯数  | 人口    |
| ------------ | ------- | ------- |
| 西の宮一丁目 | 338世帯 | 829人   |
| 西の宮二丁目 | 417世帯 | 962人   |
| 計           | 755世帯 | 1,791人 |

## 小・中学校の学区
市立小・中学校に通う場合の学区は以下の通りとなる。
| 町丁         | 小学校               | 中学校               |
| ------------ | -------------------- | -------------------- |
| 西の宮一丁目 | 宇都宮市立明保小学校 | 宇都宮市立陽西中学校 |
| 西の宮二丁目 | 宇都宮市立明保小学校 | 宇都宮市立陽西中学校 |

## 交通

### 道路
- 西の宮通り（市道）

### 路線バス
- 関東バス
  - JR宇都宮駅 - 東武駅前 - 三の沢 - 西の宮通り - 西の宮団地
    - 宇都宮市街地と西の宮団地の間を結ぶ系統。途中までは同じルートを経由する長坂新鹿沼線の合間に運行される。

## 主な施設
- 西の宮1号児童公園
- 西の宮2号児童公園
- 西の宮3号児童公園